# Cnemaspis sisparensis
Cnemaspis sisparensis este o specie de șopârle din genul Cnemaspis, familia Gekkonidae, descrisă de Theobald 1876. Conform Catalogue of Life specia Cnemaspis sisparensis nu are subspecii cunoscute.